# سگ وحشی آفریقایی
سگ وحشی آفریقایی (نام علمی: Lycaon pictus) سگ‌سانی است که با نام‌های سگ شکاری آفریقایی و سگ شکاری دماغه نیز شناخته می‌شود و تنها در قارهٔ آفریقا، و به‌ویژه مناطق ساوانایی و دارای پوشش درختی اندک، یافت می‌شود. این جانور بزرگ‌جثه‌ترین سگ‌سان بومی آفریقا است و تخمین زده می‌شود که در حدود ۶۶۰۰ قلاده سگ وحشی آفریقایی بزرگسال شامل ۱۴۰۰ قلاده بالغ در طبیعت و در ۳۹ جمعیت پراکنده هستند. و این در حالی است که میزان شمارش‌شده، به‌دلیل تقسیم و تکه‌تکه شدن زیستگاه، تعدی و آزار انسانی و همین‌طور شیوع بیماری، رو به کاهش است. تا سال ۲۰۰۵ پنج زیرگونه از سگ وحشی آفریقایی شناسایی و گزارش شده‌اند.

## توصیف ظاهری
سگ وحشی آفریقایی تنها سگ‌سانی است که ۴ انگشت در هر پا دارد (دیگران دارای ۵ انگشت هستند). جمجمه آن همانند جمجمه کفتار است و فکی بزرگ دارد که آن را «گوشتخوار» تر از دیگر سگ‌سانان می‌کند. ارتفاعش تا شانه ۶۰ تا ۸۰ سانتی‌متر است. طول بدن این پستاندار ۷۱ تا ۱۱۲ سانتی‌متر است و اندازه طول دم ۳۰ تا ۴۰ سانتی‌متر است. نرها بزرگ‌جثه‌تر از ماده‌ها هستند. وزن این جانور به‌طور میانگین ۱۸ تا ۳۶ کیلوگرم است و مقدار وزن در جمعیت‌های مختلف این جانور متفاوت است. سگ‌های جمعیت‌های جنوبی سنگین‌تر هستند.
این سگ‌ها گوش‌های گرد بزرگی دارند مملو از مو که آن‌ها را از ورود حشرات و پشه‌ها محافظت می‌کنند. آن‌ها غدد عطری دارند که ماده‌ای معطر و نامطبوع را آزاد می‌کند که به گمانی برای ارتباط برقرار کردن به کار می‌رود. با آنکه این جانوران گونه‌ای سگ‌سان هستند، مانند سگ واق واق نمی‌کنند و همچون گرگ زوزه نمی‌کشند، بلکه غرغرهایی تولید می‌کنند که مانند صدای سگی هستند که از پیدا کردن صاحبش خوشحال است. پوست بدن آن‌ها دارای رنگ‌های مختلف قهوه‌ای، سیاه، زرد، و سفید است و به آسانی تشخیص داده می‌شوند. میانگین طول عمر این جانوران ۱۲ سال است.

## حد نصاب در تصمیم‌های جمعی
سگ‌های وحشی آفریقایی پس از گردهمایی‌های اجتماعی از عطسه به عنوان یک حد نصاب برای تصمیم‌گیری دربارهٔ زمان شروع شکار استفاده می‌کنند. این عمل را می‌توان نوعی رای‌گیری در اجتماع این سگ‌ها تلقی نمود. هرچه تعداد عطسه‌ها بیشتر باشد گله سگ‌ها با تعداد بیشتری برای شکار به حرکت درمی‌آید. به عبارت دیگر، شمار عطسه‌ها باید به تعداد مشخصی برسد تا بر فعالیت گله اثر بگذارد. پیش‌تر تصور بر این بود که سگ‌های وحشی با عطسه فقط می‌خواهند راه تنفس خود را باز کنند. بعضی دیگر از جانوران اجتماعی گوشتخوار مثل دم‌عصایی‌ها هم از حد نصاب استفاده می‌کنند.

## نگارخانه

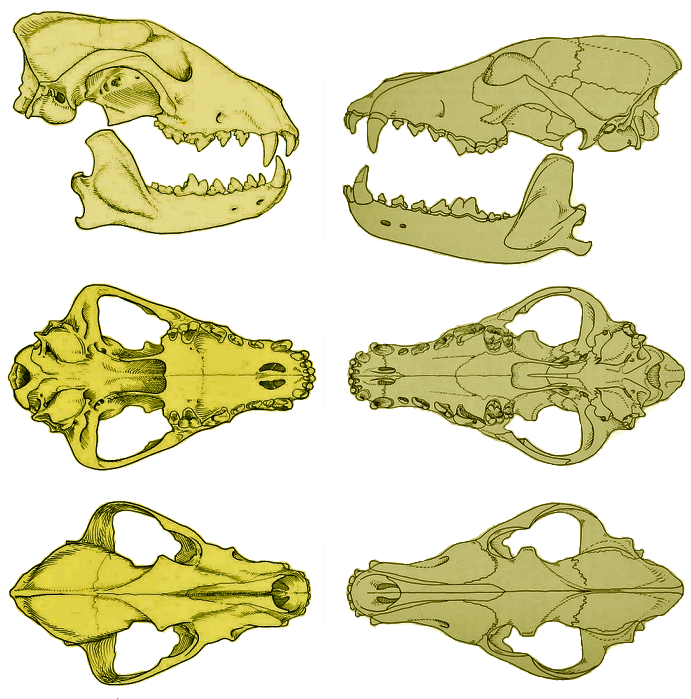
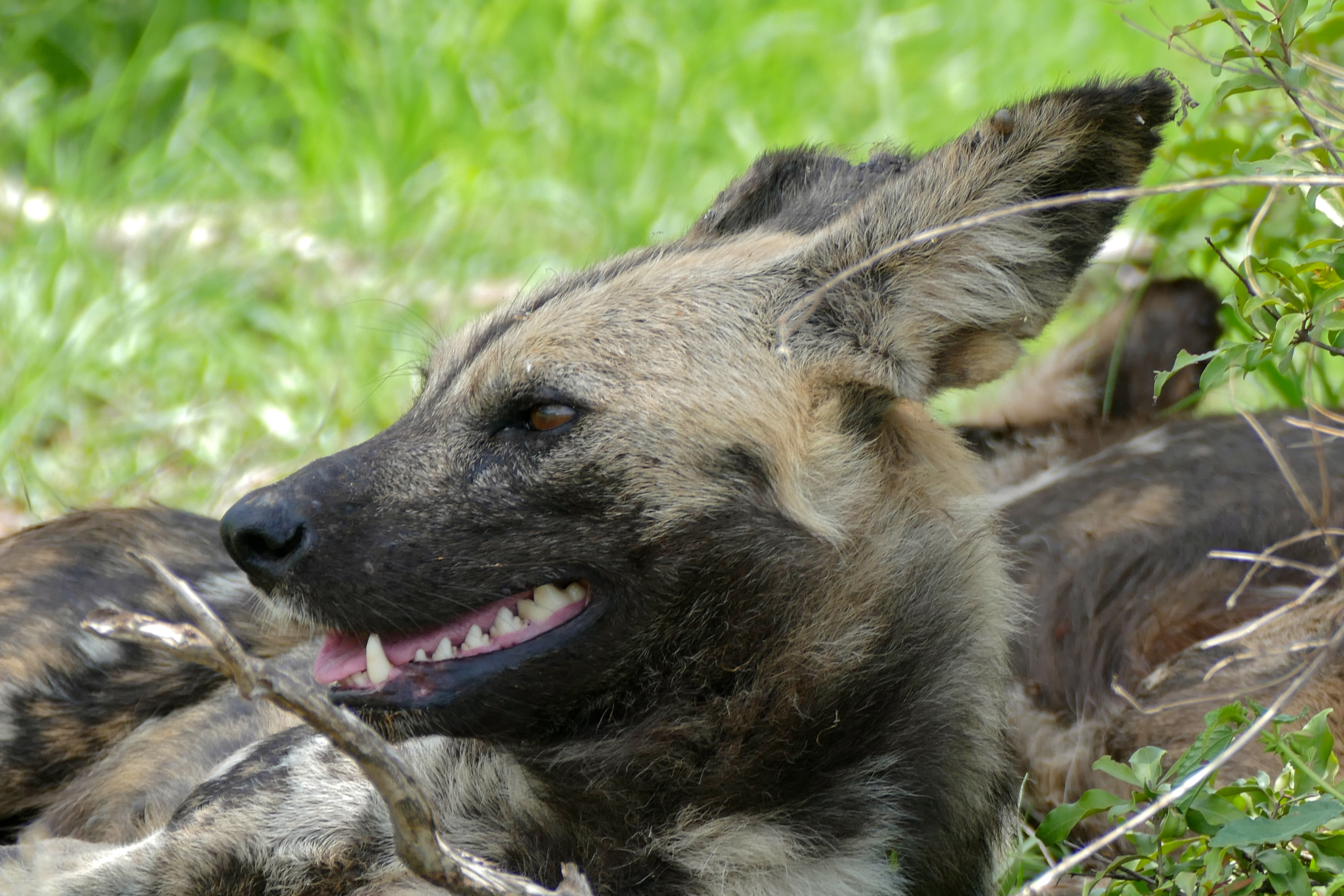
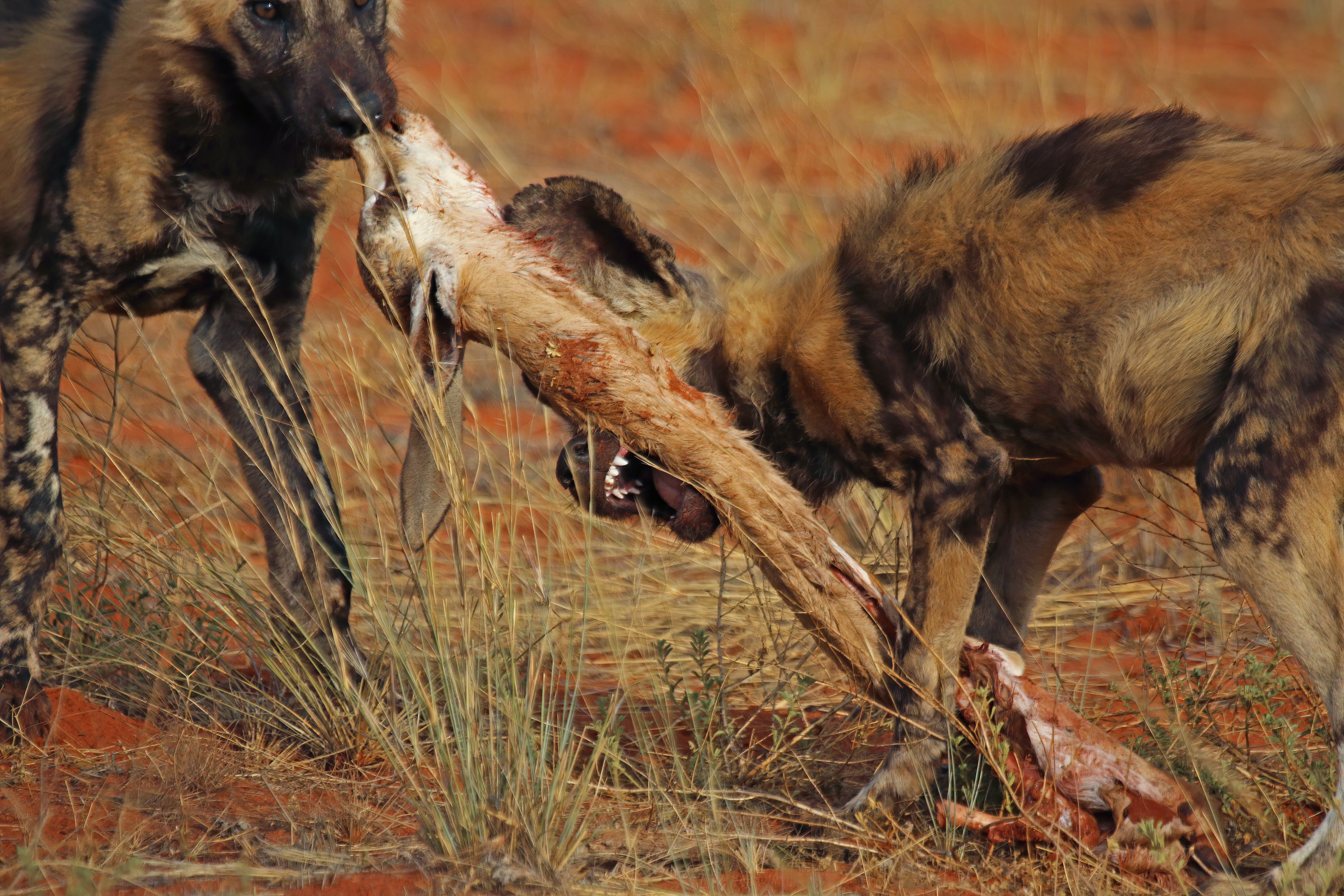
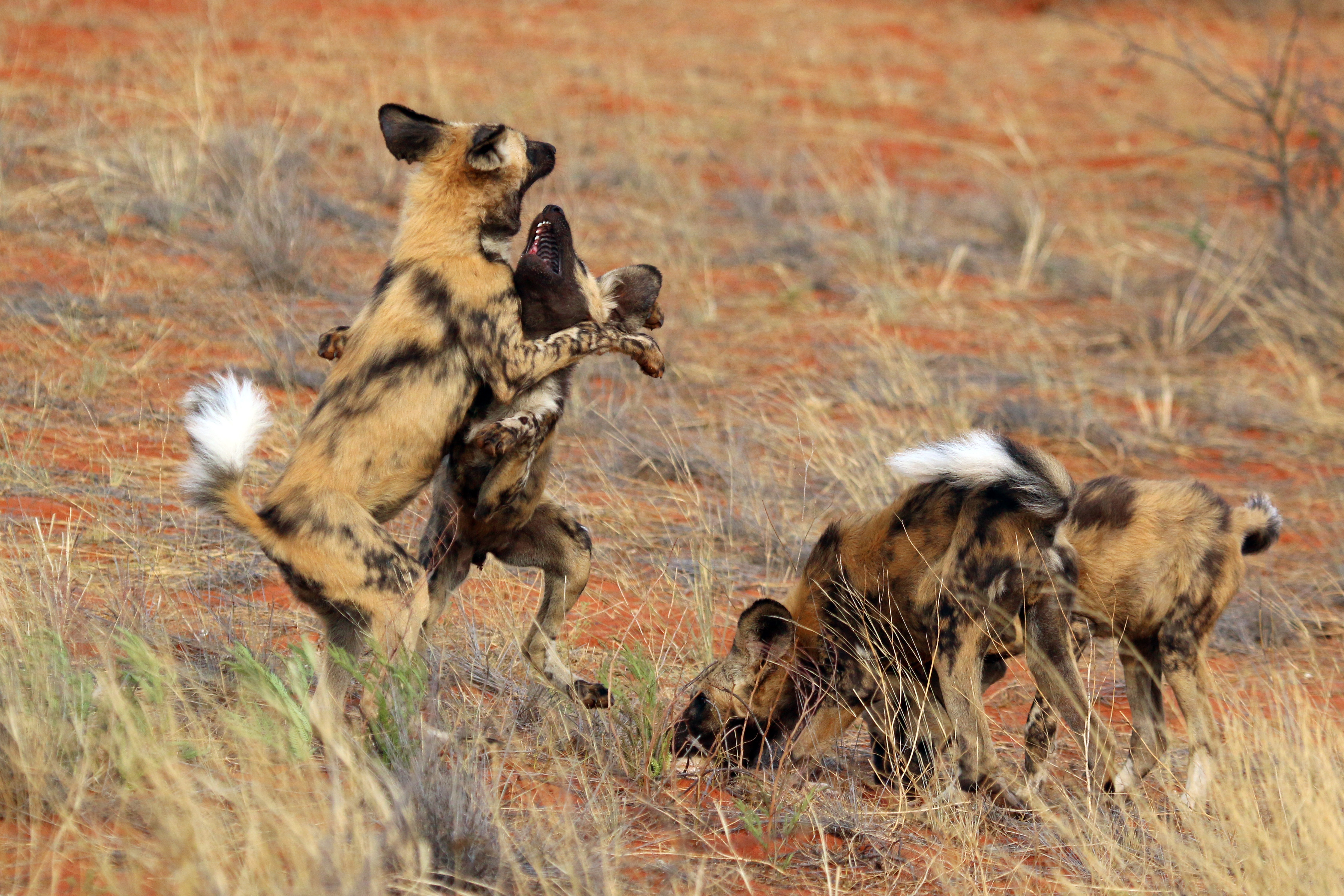
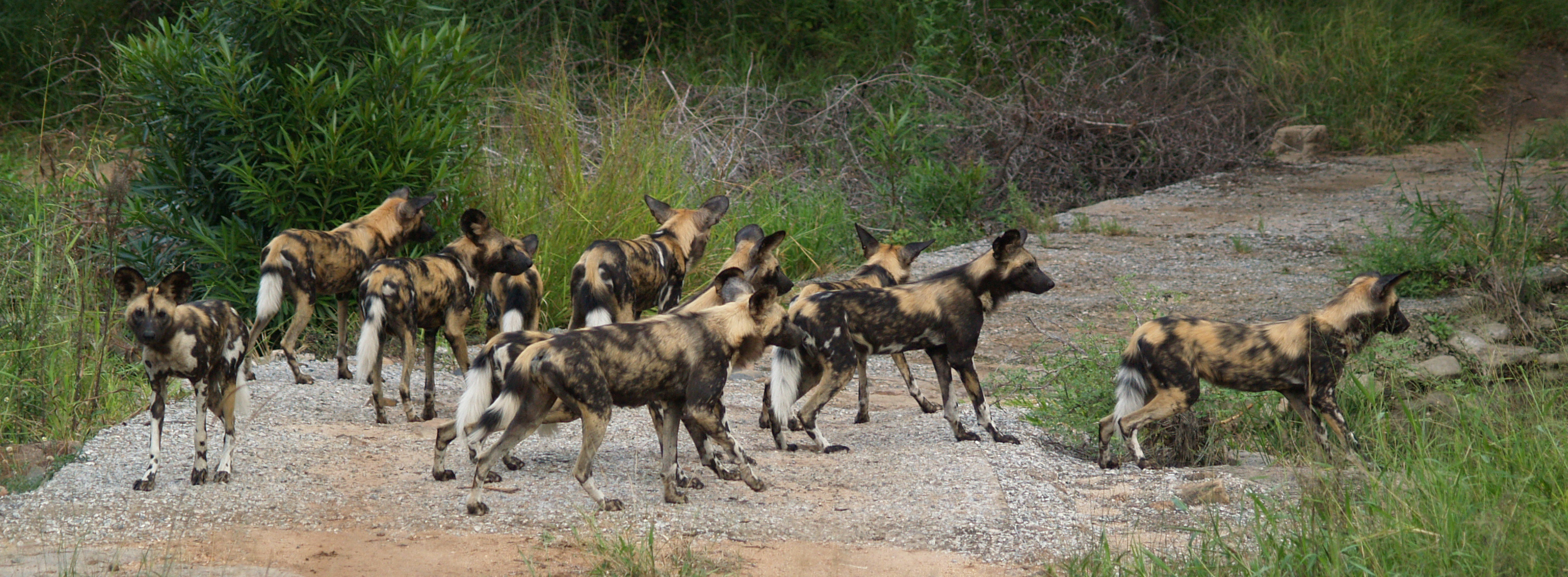
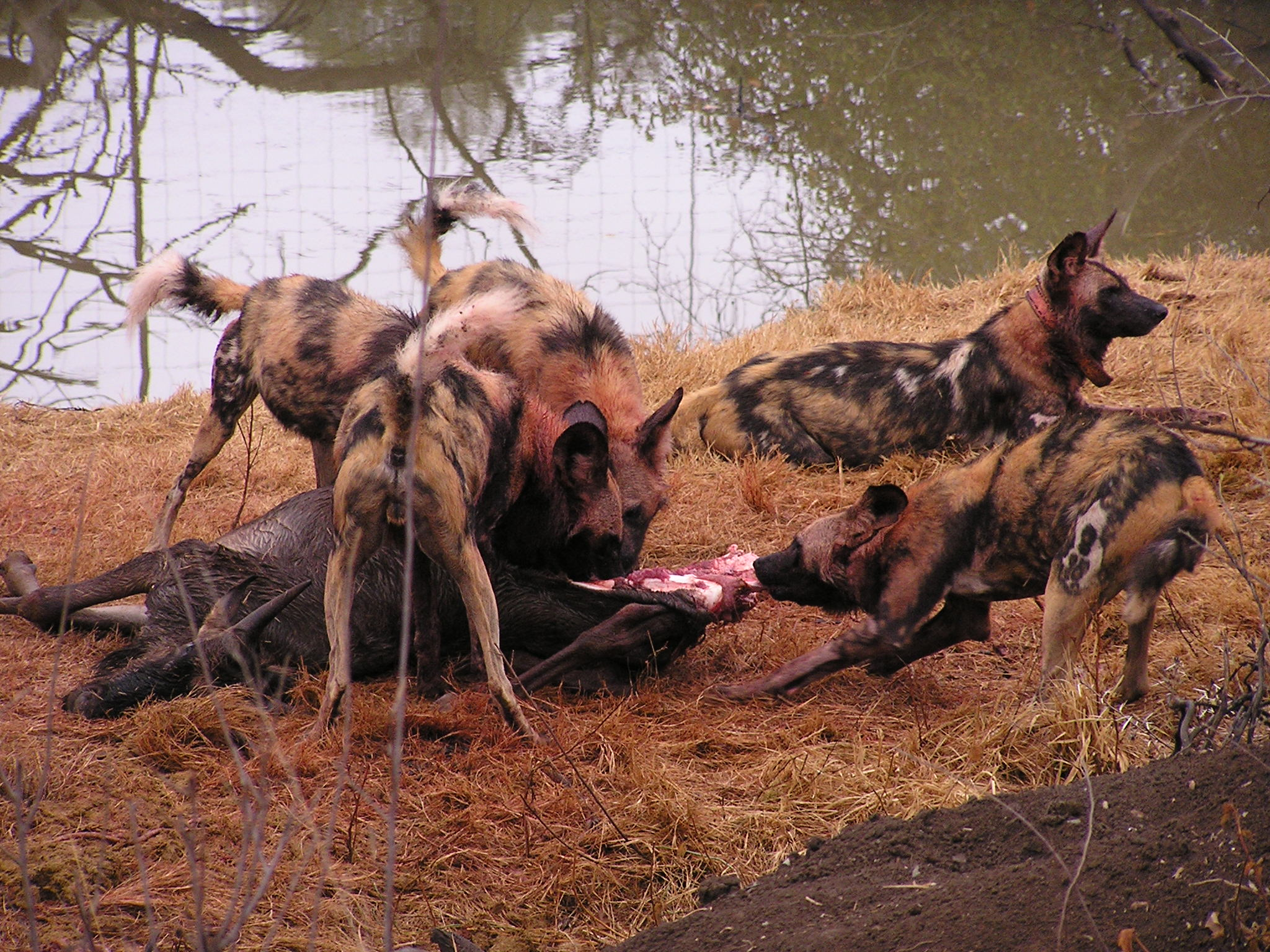
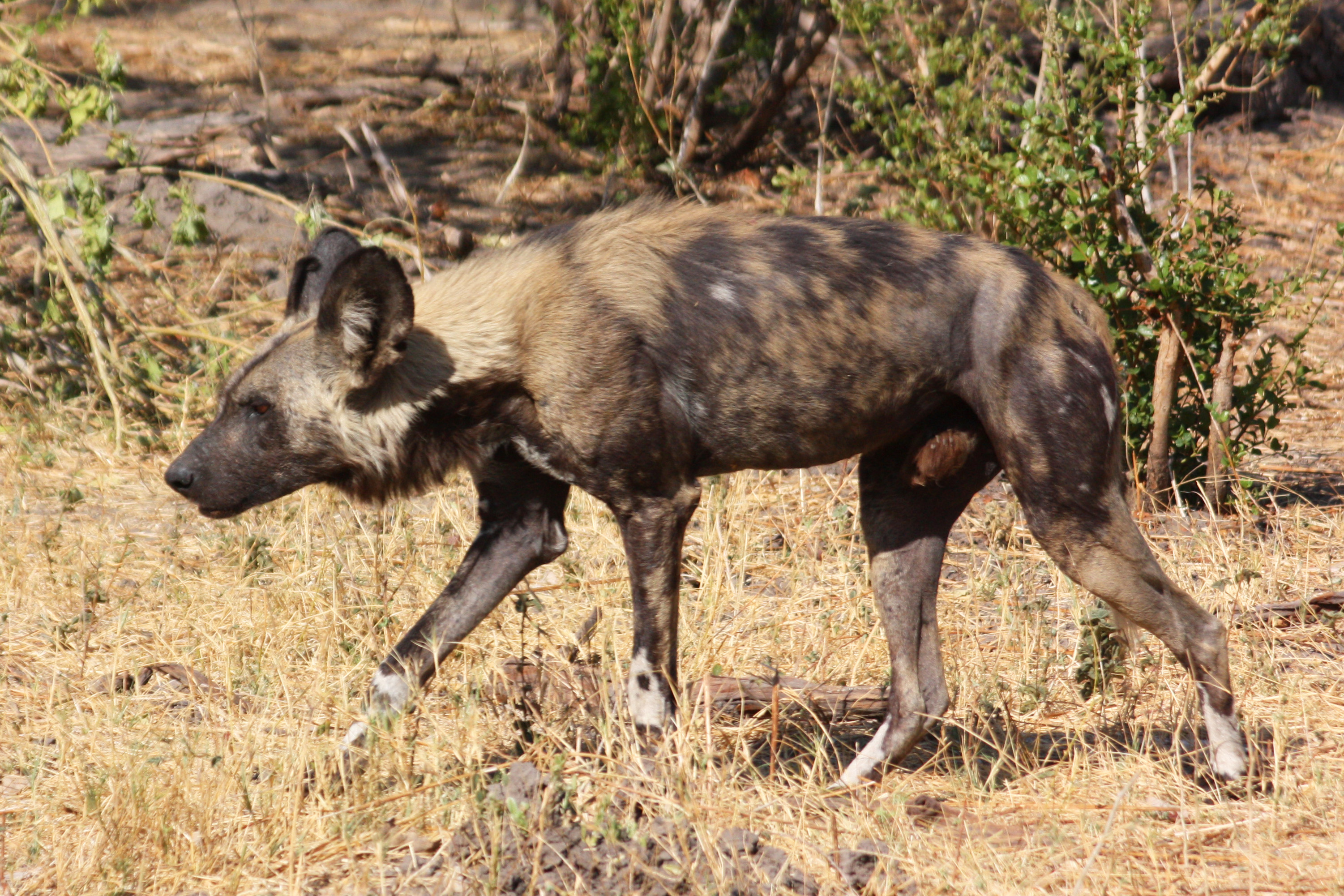
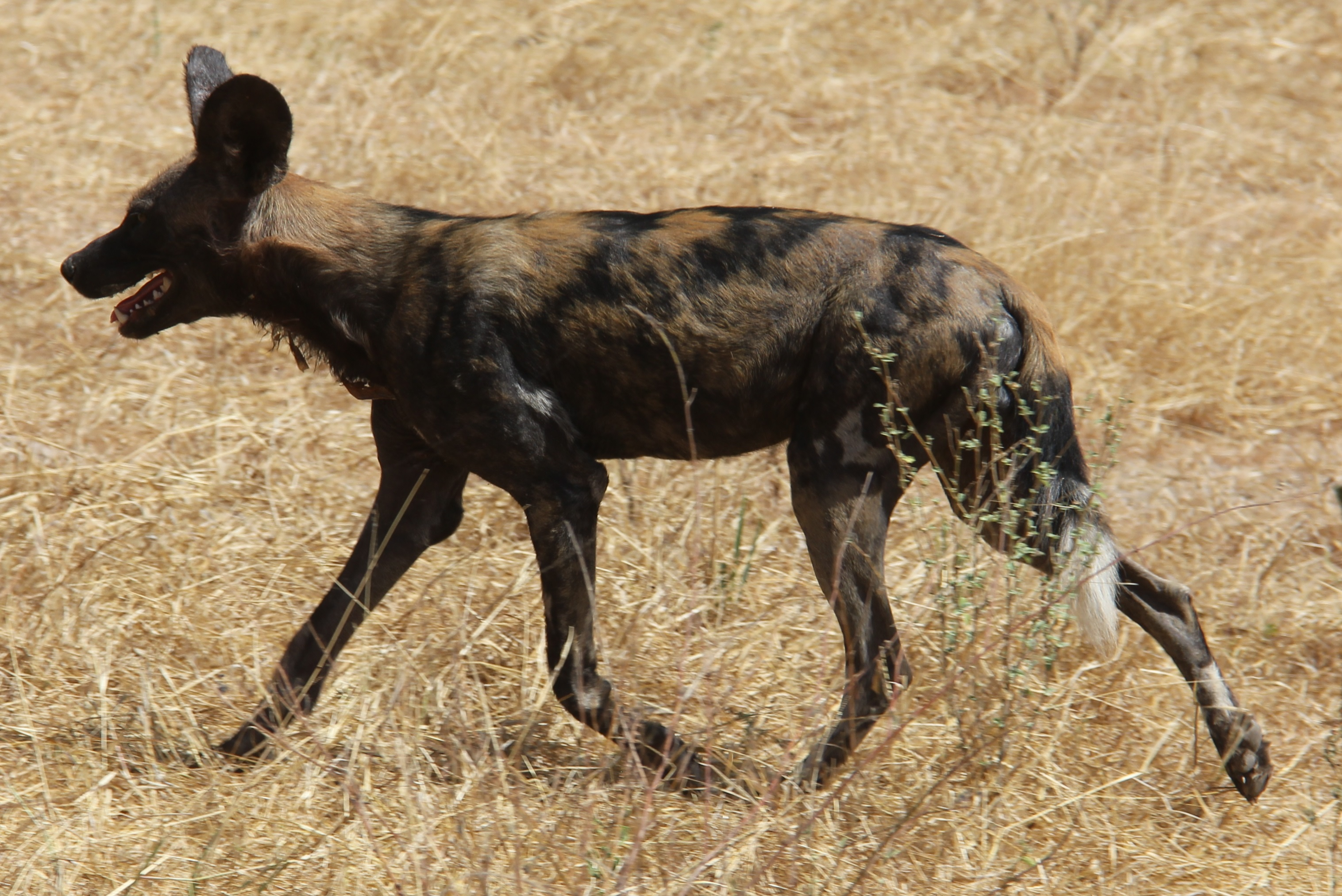